# Gulnara Mehmandarova
Gulnara Mehmandarova (em azeri: Gülnarə Mehmandarova; Bacu, RSS do Azerbaijão, União Soviética, 1959) é uma arquiteta natural do Azerbaijão.
Gulnara Mehmandarova é uma pesquisadora (historiador de arquitectura e arte), membro correspondente da Academia Internacional de Arquitetura de Países Orientais e professora. Ela é particularmente notável para a restauração de monumentos arquitetônicos e publicou mais de 70 publicações científicas sobre restauração arquitetônica.